# Nádlány
Nádlány (szlovákul Nadlice) község Szlovákiában, a Trencséni kerületben, a Simonyi járásban.

## Fekvése
Simonytól 10 km-re nyugatra a Bebrava jobb partján 175 m magasan fekszik.

## Története
A község területén már az újkőkorszakban éltek emberek, a lengyeli kultúra népének maradványait tárták fel. A vaskorban a hallstatti kultúra népe élt ezen a területen.
A mai település a 11. században keletkezhetett, első írásos említése 1113-ban történt, amikor a zobori bencés apátság oklevelében a falut Dubokan (a mai Apátlévna) szomszédai között említik "Nadlan" alakban. 1344-ben "Nadlyan" néven szerepel, akkori birtokosa a pécsi származású Vörös Tamás volt. Ezután 1553-ig különböző nemesek birtoka. 1553-ban 14 jobbágytelke volt a településnek. 1559-től az Apponyi család birtoka, ekkor említik a falu templomát is. 1715-ben 9 adózó háztartása volt. 1787-ben az első népszámláláskor malom, 37 ház, és 352 lakos található a községben. 1828-ban 54 házában 377 lakos élt. Lakói mezőgazdasággal, fuvarozással foglalkoztak. Szeszfőzdéjét 1898-ban alapították.
Vályi András szerint "NADLÁN. Nadlice. Tót falu Nyitra Várm. lakosai katolikusok, fekszik Zsámbokréthez fél mértföldnyire, fája, és szőlő hegye nints; földgye, réttye jó van, piatzozásai Nagy Tapolcsányon, és Bajnán, malma helyben, legelője is elég van."
Fényes Elek szerint "Nadlány, tót falu, Nyitra vármegyében, a Nyitra völgyében, Trencsén vármegye szélén: 328 kath., 16 zsidó lak. Kath. paroch. templom. F. u. többen. Ut. p. Nagy-Tapolcsán."
A trianoni békeszerződésig Nyitra vármegye Nyitrazsámbokréti járásához tartozott.

## Népessége
| Év:            | 1994. | 2004.   | 2014. | 2024.   |
| -------------- | ----- | ------- | ----- | ------- |
| Emberek száma: | 619   | 639     | 639   | 584     |
| Eltérés:       |       | +3,23 % | +0 %  | -8,60 % |

| Év:            | 2023. | 2024.   |
| -------------- | ----- | ------- |
| Emberek száma: | 593   | 584     |
| Eltérés:       |       | -1,51 % |

1910-ben 687 lakosából 643 szlovák és 43 magyar anyanyelvű volt.
1980-ban 1233 lakosából 1224 szlovák volt.
2001-ben 653 lakosából 639 szlovák volt.
2011-ben 624 lakosából 611 szlovák volt.
2021-ben 594 lakosából 583 szlovák, (+2) cigány, (+1) ruszin, 3 egyéb és 8 ismeretlen nemzetiségű volt.

## Nevezetességei
- Szeplőtelen Szűz tiszteletére szentelt római katolikus temploma 1864-ben épült, a korábbi templom helyén.
- Plébánia.
- Nepomuki Szent János szobra.
- Kápolna.

## Külső hivatkozások
- Hivatalos oldal
- Községinfó
- Nádlány Szlovákia térképén
- E-obce.sk[halott link]